# My Hero: One's Justice 2
My Hero: One's Justice 2 è un picchiaduro a incontri pubblicato da Bandai Namco Entertainment ispirato all'anime My Hero Academia e continuo di My Hero: One's Justice, ambientato durante la seconda parte della terza stagione e la prima parte della quarta. Il gioco è uscito il 17 aprile 2020 in tutto il mondo. Nel corso del 2020 e del 2021 il gioco ha ottenuto 4 DLC a pagamento e anche il doppiaggio inglese con l'aggiornamento gratuito.